# Paraguay, droga y banana
Paraguay, droga y banana es un documental paraguayo estrenado en el año 2016. El director es Juan Manuel Salinas.

## Sinopsis
Documental que cuenta la historia y los vínculos del narcotráfico y la política en Paraguay y cómo eso llevó a una ola masiva de corrupción a lo largo del país.